# Txètxia

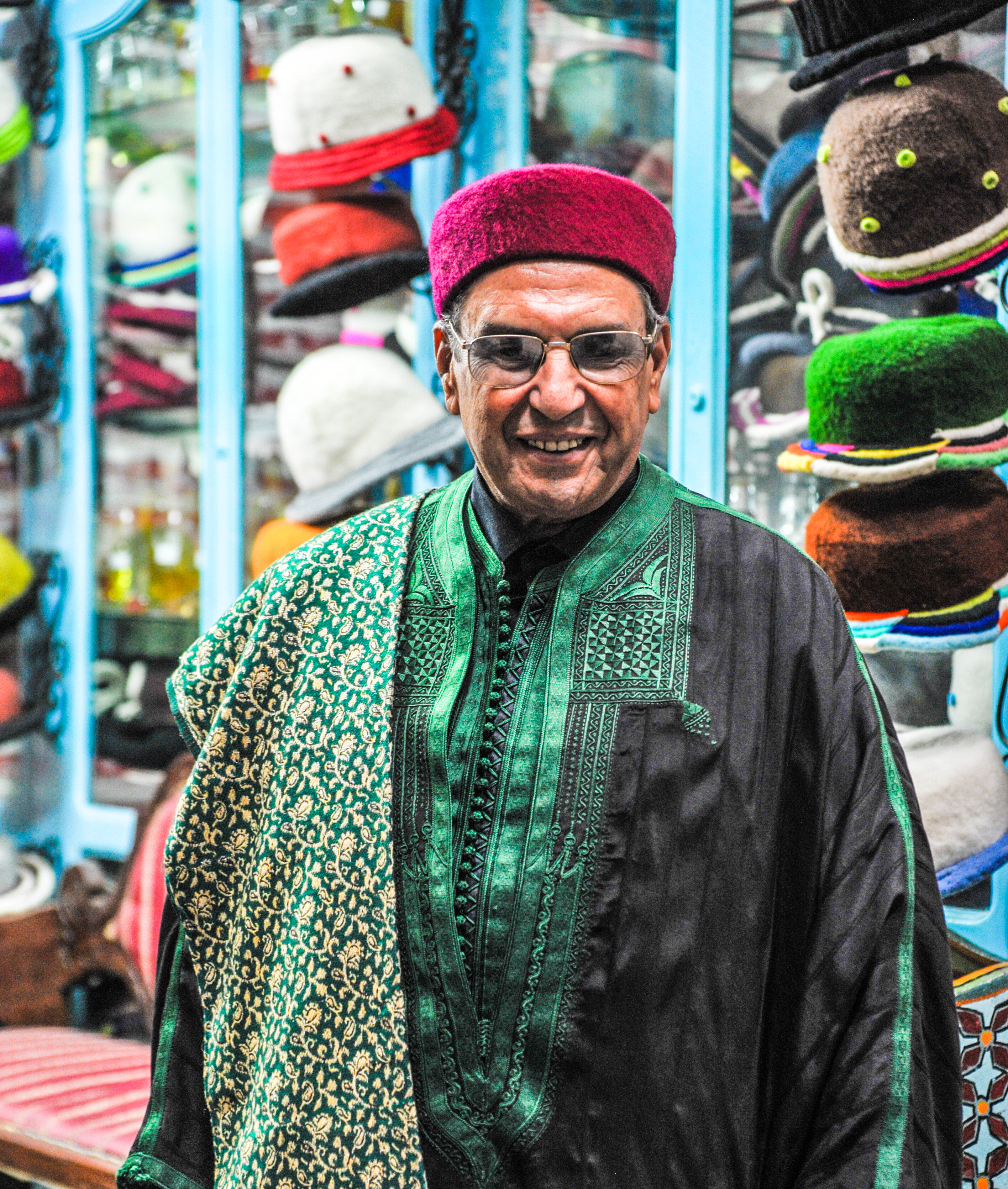
Un home amb txètxia.

La txèxia és un barret masculí de Tunísia de la família de la boina. Consisteix en un casquet en forma de mig cilindre de color vermell o de vegades negre fet de llana de manera artesana. D'origen andalusí, antigament es portava envoltat d'un turbant i en la contemporaneïtat té un ús cerimonial o associat a la tercera edat. La seva elaboració queda restringida a gremis professionals de difícil entrada, tot i que proliferen les còpies de mala qualitat, sovint destinades a turistes, manufacturades en petits tallers.